# Фантазия-импромптю
Фантазия-импромптю в до диез минор, Op. posth. 66 е соло композиция за пиано. Композирана е през 1834 г. и е публикувана посмъртно през 1855 г., въпреки че Шопен е наредил никои от ръкописите да не се публикуват. Въпреки негативни коментари, Фантазия-импромптю е една от най-често изпълняваните композиции на Фредерик Шопен.

## История
Фантазия-импромптю е написана през 1834, както и Четирите мазурки (Op. 17), но за разлика от тях, Шопен така и не публикува тази своя композиция. Вместо това Юлиан Фонтана я публикува посмъртно, заедно с други валсове Opp. 69 и 70. Не е ясно защо Шопен не я е публикувал. Джеймс Хънекер нарича части от произведението „блудкави“ и „без благородство“.